# Annaghmore Lough (Roscommon) SAC
Annaghmore Lough (Roscommon) SAC este o arie protejată (arie specială de conservare — SAC, sit de importanță comunitară — SCI) din Irlanda întinsă pe o suprafață de 249,9 ha, integral pe uscat.

## Localizare
Centrul sitului Annaghmore Lough (Roscommon) SAC este situat la coordonatele 53°47′50″N 8°08′24″W / 53.797094°N 8.139895°V.

## Înființare
Situl Annaghmore Lough (Roscommon) SAC a fost declarat sit de importanță comunitară în aprilie 2003 pentru a proteja 12 specii de animale. Situl a fost protejat și ca arie specială de conservare în iunie 2016.

## Biodiversitate
Situată în ecoregiunea atlantică, aria protejată conține 1 habitat natural: Mlaștini alcaline.
La baza desemnării sitului se află mai multe specii protejate:
- păsări (11): rață sulițar (Anas acuta), rață lingurar (Anas clypeata), rață pitică (Anas crecca), rață fluierătoare (Anas penelope), rață mare (Anas platyrhynchos), rață-cu-cap-castaniu (Aythya ferina), Bucephala clangula, lebădă de iarnă (Cygnus cygnus), culic mare (Numenius arquata), ploier auriu (Pluvialis apricaria), nagâț (Vanellus vanellus)
- nevertebrate (1): Vertigo geyeri

Pe lângă speciile protejate, pe teritoriul sitului au mai fost identificate 4 specii de plante.